# (4351) Nobuhisa
(4351) Nobuhisa est un astéroïde de la ceinture principale.

## Description
(4351) Nobuhisa est un astéroïde de la ceinture principale. Il fut découvert le 28 octobre 1989 à Kani par Yoshikane Mizuno et Toshimasa Furuta. Il présente une orbite caractérisée par un demi-grand axe de 2,85 UA, une excentricité de 0,07 et une inclinaison de 2,4° par rapport à l'écliptique.

## Compléments